# Louhi

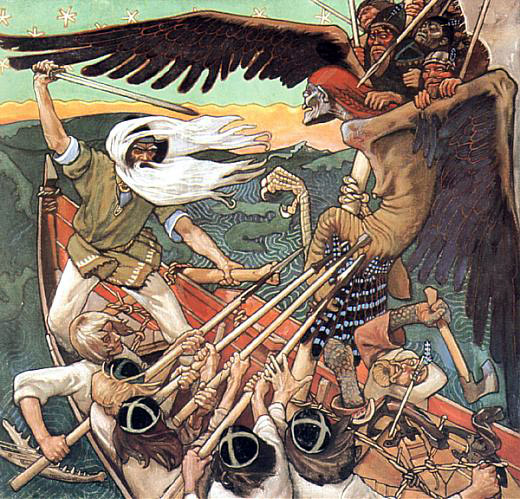
Akseli Gallen-Kallela: A szampó védelmezői c festménye

Louhi (Ilpotar) a Kalevala egyik alakja, Észak úrnője, akit gyakran gyér fogú banyaként említenek. Nevének eredeti jelentése: varázsló.
A Pohjolába vetődött Vejnemöjnent csak úgy engedte haza, ha elküldi hozzá Ilmarinent, hogy elkészítse a szampót. Lánya később feleségül ment Ilmarinenhez, de Kullervó bosszúból vadállatokkal széttépette a lányt. 
Mikor Vejnemöjnen, Ilmarinen és Lemminkejnen Pohjolába ment a szampóért, Louhi megtagadta annak átadását és harcosokat küldött a három hős ellen. Vejnemöjnen ekkor álmot bocsátott rájuk, és elvitték a szampót. Louhi utánuk eredt, a tengeren érte utol őket (ködöt bocsátott a vizekre, hogy feltartsa Vejnemöjnen bárkáját) és harcba kezdtek. Louhi hajója elsüllyedt ugyan, de szálfákból és deszkákból szárnyat varázsolt magának, és hátán ezer harcossal támadt ismét. A harcokban a szampó eltört, Louhi csak a tetejét szerezte meg, ezért olyan szegény Lappföld. 
Irigységből betegségeket küldött Vejnemöjnen népére, majd medvét, mikor ezekkel nem ért célt, elrabolta a Napot, a Holdat és a tüzet. Végül azonban mindent vissza kellett adnia.